# Worldloppet
Die Worldloppet-Läufe sind eine Serie von Skimarathons, die von dem Worldloppet-Skiverband (kurz Worldloppet) organisiert wird. Dieser Verband wurde im Jahre 1978 in Uppsala (Schweden) gegründet. Er ist eine internationale Sportorganisation, die ins Leben gerufen wurde, um die Skimarathons in den einzelnen Ländern zu verbinden und populärer zu machen.
Pro Land kann nur eine Veranstaltung Mitglied des Worldloppets sein; ein „Abstecher“ der Streckenführung in ein anderes Land ist dabei aber nicht von Relevanz. So führte die Strecke der französischen Transjurassienne drei Jahrzehnte lang teilweise über Schweizer Territorium.

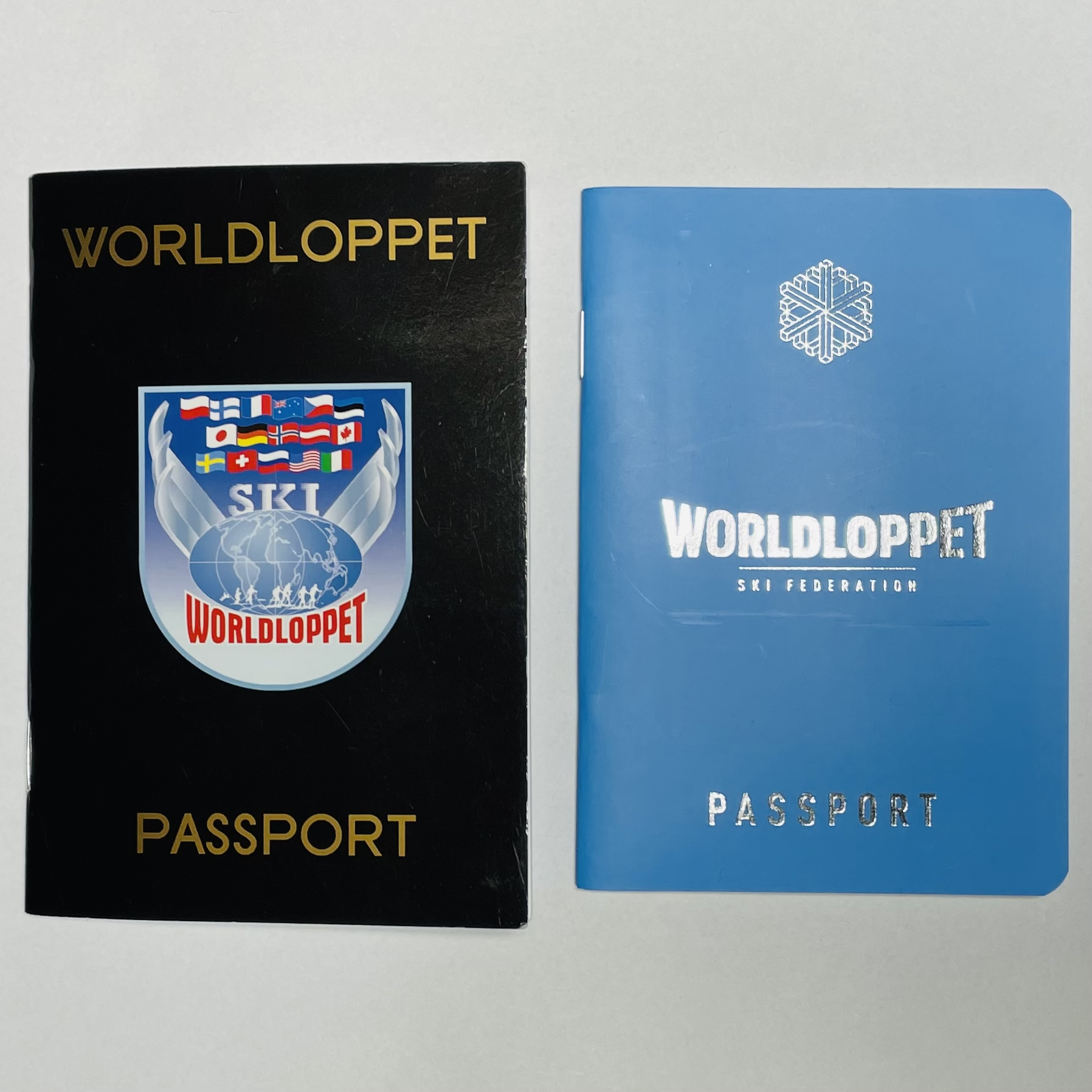
Worldloppet-Pässe

Das Ziel für den Sportler sollte sein, zehn verschiedene Worldloppet-Marathons auf mindestens zwei Kontinenten mitgemacht zu haben. Dafür sammelt er Stempel in einem vorab oder im Nachhinein gekauften Worldloppet Passport, und er erhält den Titel eines Worldloppet-Masters (in „Gold“, wenn er nur Hauptläufe bzw. Läufe mit der längeren Distanz absolviert hat, ansonsten in „Silber“).
Heute gehören dem Worldloppet insgesamt 20 Veranstaltungen aus Europa, Amerika, Asien und Australien an. An den Marathons über verschiedene Distanzen zwischen 42 km und 90 km nehmen jährlich 80.000 Skiläufer teil. Die Hauptläufe werden derzeit mehrheitlich in klassischer Technik durchgeführt, wobei in den meisten Fällen auch Rennen in der Skatingtechnik ausgetragen werden.
| Veranstaltung                      | Erster Lauf | Mitglied seit | Ort                 | Ort                   | Ort                   | Distanzen ∗∗      | Distanzen ∗∗    |
| Veranstaltung                      | Erster Lauf | Mitglied seit | Land                | Start                 | Ziel                  | klassischer Stil  | freier Stil     |
| ---------------------------------- | ----------- | ------------- | ------------------- | --------------------- | --------------------- | ----------------- | --------------- |
| Wasalauf                           | 1922        | 1978 ∗        | Schweden            | Sälen                 | Mora                  | 90 / 45 km        | 90 / 45 / 30 km |
| Birkebeinerrennet                  | 1932        | 1978 ∗        | Norwegen            | Rena                  | Lillehammer           | 54 / 28 km        | 54 km           |
| Fossavatnsgangan                   | 1935        | 2014          | Island              | Ísafjörður            | Ísafjörður            | 50 / 25 / 12,5 km | 70 / 35 / 25 km |
| Tartu Maraton                      | 1960        | 1994          | Estland             | Otepää                | Elva                  | 63 / 31 km        | 31 km           |
| König-Ludwig-Lauf                  | 1968        | 1978 ∗        | Deutschland         | Oberammergau          | Oberammergau          | 50 / 21 km        | 50 / 21 km      |
| Isergebirgslauf                    | 1968        | 2000          | Tschechien          | Bedřichov             | Bedřichov             | 50 / 25 km        | 30 km           |
| Engadin Skimarathon                | 1969        | 1978 ∗        | Schweiz             | Maloja                | S-chanf               | −                 | 42 / 21 / 17 km |
| Dolomitenlauf                      | 1970        | 1978 ∗        | Österreich          | Obertilliach          | Obertilliach          | 42 / 21 km        | 42 / 21 km      |
| Marcialonga                        | 1971        | 1978 ∗        | Italien             | Moena                 | Cavalese              | 70 / 45 / 22 km   | −               |
| American Birkebeiner               | 1973        | 1978 ∗        | Vereinigte Staaten  | Cable, WI             | Hayward, WI           | 53 / 29 km        | 50 / 29 km      |
| Finlandia-hiihto                   | 1974        | 1978 ∗        | Finnland            | Lahti                 | Lahti                 | 62 / 32 / 20 km   | 62 / 32 / 20 km |
| Bieg Piastów                       | 1976        | 2008          | Polen               | Jakuszyce             | Jakuszyce             | 50 / 25 km        | 30 km           |
| Gatineau Loppet                    | 1979        | 1978 ∗        | Kanada              | Gatineau, Québec      | Gatineau, Québec      | 50 / 27 km        | 50 / 27 km      |
| Transjurassienne                   | 1980        | 1981          | Frankreich          | Lamoura               | Mouthe                | 50 / 25 km        | 70 / 50 / 25 km |
| Sapporo International Ski Marathon | 1981        | 1985          | Japan               | Sapporo               | Sapporo               | −                 | 50 / 25 km      |
| Ushuaia Loppet                     | 1986        | 2014          | Argentinien         | Ushuaia               | Ushuaia               | 42 / 21 km        | −               |
| Kangaroo Hoppet                    | 1991        | 1991          | Australien          | Falls Creek, Victoria | Falls Creek, Victoria | −                 | 42 / 21 km      |
| Merino Muster                      | 1995        | 2014          | Neuseeland          | Wanaka                | Wanaka                | −                 | 42 / 21 km      |
| Vasaloppet China                   | 2003        | 2014          | Volksrepublik China | Changchun             | Changchun             | 50 / 25 km        | −               |
| Demino Ski Marathon ∗∗∗            | 2007        | 2012          | Russland            | Rybinsk               | Rybinsk               | 25 km             | 50 km           |

Außer den Amateurskiläufern nehmen auch professionelle Sportler (ob aus Nationalmannschaften oder professionellen Rennteams) daran teil. So wurde von 2000 bis 2019 vom Weltskiverband FIS der Worldloppet Cup vergeben, in dessen Wertung vorwiegend Skimarathons der Worldloppet-Serie eingehen und so eine professionelle Wettkampfserie für Spitzenskiläufer darstellte. Ebenso umfasst die Wettkampfserie Ski Classics vor allem Worldloppet-Rennen.

## Statistiken
Mit Stand vom Februar 2024 haben gemäß der Worldloppet-Organisation seit der Gründung rund 18.500 Personen einen Worldloppet-Pass erworben. 3566 Personen haben bislang mindestens einen Titel Worldloppet-Master in Gold erreicht, 216 mindestens einen Titel Worldloppet-Master in Silber. Darunter haben 692 Personen zwei oder mehr Titel gesammelt, eine Person stellte den schwindelerregenden Rekord von 34 Mastertiteln auf, dies entspricht mindestens 340 Skimarathons rund um die Welt.